# Live at Hammersmith (The Enid)
Live at Hammersmith is een livealbum van The Enid.

## Versie 1
In de jaren volgend op een van de herstarts van The Enid 1983 bracht de muziekgroep bijna geen nieuwe materiaal uit. Behalve het album Something wicked volgden wel dit album en heropnamen van hun eerste twee albums en uitgaven op hun privélabel van hun derde en vierde album. Tevens kwam liveopname beschikbaar, ook op het platenlabel van de band zelf. De leiders Godfrey en Stewart hadden alle vertrouwen in de commerciële labels verloren.
Als bestelnummer ENID 001 werd een gedeelte van het concert dat de heren op 3 maart 1979 in het Hammersmith Odeon hadden gegeven uitgegeven onder de titel Live at Hammersmith. Het schijfje zag er zeer amateuristisch uit, maar het was destijds het enige plaatje met liveopnamen. De lijst van musici ontbrak en ook de titels waren niet helemaal juist op de hoes geprint. Judgement heet officieel The last judgement, Musici from Charades was een verwijzing naar de stukken op Six pieces en The song of Fand heet officieel alleen Fand.

### Muziek
| Nr. | Titel                             | Duur  |
| --- | --------------------------------- | ----- |
| 1.  | National Anthem                   | 1:39  |
| 2.  | Judgement                         | 9:18  |
| 3.  | In the region of the summer stars | 7:30  |
| 4.  | Mayday Gallard                    | 7:11  |
| 5.  | Music from Charades I             | 8:07  |
| 6.  | Music from Charades II            | 5:29  |
| 7.  | The song of Fand I                | 12:29 |
| 8.  | The song of Fand II               | 6:18  |

## Versie II
In 2006 werd diezelfde hoes gebruikt voor de uitgave van Live at Hammersmith Volume I en Volume II. De opnamen van het totale concert werd uitgesmeerd over twee discs met dus nieuwe nummers erbij. De originele titels werden nu afgedrukt.

### Muziek
| Nr. | Titel                              | Duur  |
| --- | ---------------------------------- | ----- |
| 1.  | National Anthem/God Save the Queen | 1:38  |
| 2.  | The last Judgement                 | 9:18  |
| 3.  | In the region of the summer stars  | 7:32  |
| 4.  | Fand                               | 18:48 |

| Nr. | Titel           | Duur  |
| --- | --------------- | ----- |
| 1.  | Mayday Galliard | 7:14  |
| 2.  | Humouresque     | 8:07  |
| 3.  | Cortège         | 5:32  |
| 4.  | Albion fair     | 12:09 |
| 5.  | Encore          | 5:26  |